# Moraea iringensis
Moraea iringensis är en irisväxtart som beskrevs av Peter Goldblatt. Moraea iringensis ingår i släktet Moraea och familjen irisväxter. IUCN kategoriserar arten globalt som livskraftig. Inga underarter finns listade i Catalogue of Life.